# Homoskedasticitet

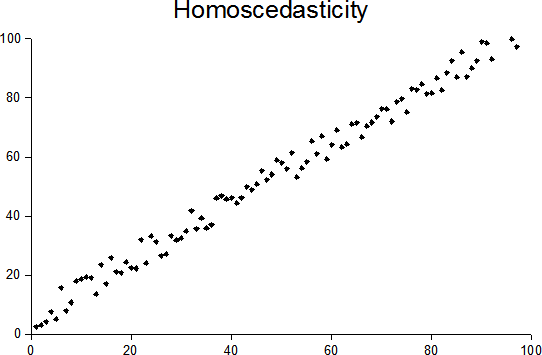
Plottar med slumpmässiga data som visar homoskedasticitet. För varje x-värde har punkternas y-värde ungefär samma varians.

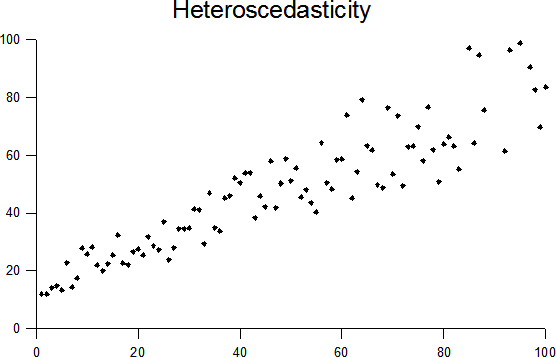
Plottar med slumpmässiga data som visar heteroskedasticitet. Variansen för punkternas y-värden ökar när x-värdena ökar.

Inom statistiken är en samling slumpmässiga variabler homoskedastisk då alla observationer från respektive variabler har samma inbördes varians. Motsatsen till homoskedasticitet är heteroskedasticitet.
Antagandet om homoskedasticitet förenklar matematiska beräkningar. Om antagandet är felaktigt och sekvensen i själva verket är heteroskedastisk kan det resultera i en överskattning av Chitvåfördelningen.